# Caiapobrycon tucurui
Caiapobrycon tucurui é uma espécie de peixe da família dos carracídeos e da ordem dos caraciformes. Os machos podem alcançar 4,5 cm de comprimento.
Vivem em zonas de clima tropical, na América do Sul, mais especificamente, na bacia do rio Tocantins, no Brasil.